# Tekellina miuda
Espèce
Tekellina miuda est une espèce d'araignées aranéomorphes de la famille des Synotaxidae.

## Distribution
Cette espèce est endémique du Brésil. Elle se rencontre dans les États de São Paulo et du Paraná.

## Description
Le mâle holotype mesure 1,34 mm et la femelle paratype 1,44 mm.

## Systématique et taxinomie
Cette espèce a été décrite par Rodrigues et Estol en 2024.

## Publication originale
(juillet 2024).
- Estol, Valiati, Brescovit & Rodrigues, 2024 : « On the Neotropical species of the spider genus Tekellina Levi, 1957 (Arachnida: Araneae: Synotaxidae). » European Journal of Taxonomy, vol. 943, p. 154-178 (texte intégral).